# Séranon
Séranon é uma comuna francesa na região administrativa da Provença-Alpes-Costa Azul, no departamento Alpes Marítimos. Estende-se por uma área de 23,28 km², com 317 habitantes, segundo os censos de 1999, com uma densidade de 13 hab/km².